# Doryanthaceae
Doryanthaceae is een botanische naam, voor een familie van eenzaadlobbige planten. Een familie onder deze naam wordt door slechts weinig systemen van plantentaxonomie erkend, maar wel door het APG-systeem (1998) en het APG II-systeem (2003).
Aldaar bestaat de familie uit enkele soorten in het genus Doryanthes, dat beperkt is tot Oost Australië.

## Geslachten
- Doryanthes Corrêa